# Pugile in riposo
La statua bronzea del Pugile in riposo, conosciuta anche come Pugile delle Terme o Pugile del Quirinale, è una scultura in bronzo, originale greca o copia romana, alta 128 cm, datata alla seconda metà del IV secolo a.C. e attribuita a Lisippo o alla sua immediata cerchia; rinvenuta a Roma alle pendici del Quirinale nel 1885, è conservata al Museo Nazionale Romano (inv. 1055).

## Storia
L'opera è uno dei due bronzi (l'altro è il cosiddetto Principe ellenistico), non correlati tra loro, scoperti nel marzo del 1885 su un versante del Quirinale nell'area del convento di San Silvestro e probabilmente appartenenti ai resti delle Terme di Costantino. Si deve a Rhys Carpenter (1927) una prima attribuzione dell'opera (sia pure come copia) ad Apollonio di Atene, per una firma sul guanto sinistro della quale Margherita Guarducci (1959-60) ha in seguito negato l'esistenza.
La statua è stata ritrovata tra il secondo e il terzo muro di fondazione di un edificio antico, alla profondità di 6 metri sotto il livello della piattaforma. L'archeologo Rodolfo Lanciani, all'epoca segretario della Commissione Archeologica Comunale, ha lasciato una descrizione tanto vivida quanto precisa delle circostanze del ritrovamento: «Il più importante dato raccolto, mentre ero presente e seguivo la rimozione della terra nella quale il capolavoro giaceva seppellito, è che la statua non era stata gettata là, o seppellita in fretta, ma era stata nascosta e trattata con la massima cura. La figura, trovandosi in posizione seduta, era stata posta su un capitello di pietra dell'ordine dorico, come sopra uno sgabello e il fosso che era stato aperto tra le fondamenta più basse del tempio del Sole, per nascondere la statua era stato riempito con terra setacciata per salvare la superficie del bronzo da ogni possibile offesa. Sono stato presente, nella mia lunga carriera nell'attivo campo dell'archeologia, a molte scoperte; ho sperimentato una sorpresa dopo l'altra; ho talvolta e per lo più inaspettatamente, incontrato reali capolavori ma non ho mai provato un'impressione straordinaria simile a quella creata dalla vista di questo magnifico esemplare di un atleta semi-barbaro, uscente lentamente dal terreno come se si svegliasse da un lungo sonno dopo i suoi valorosi combattimenti»

## Descrizione e identità

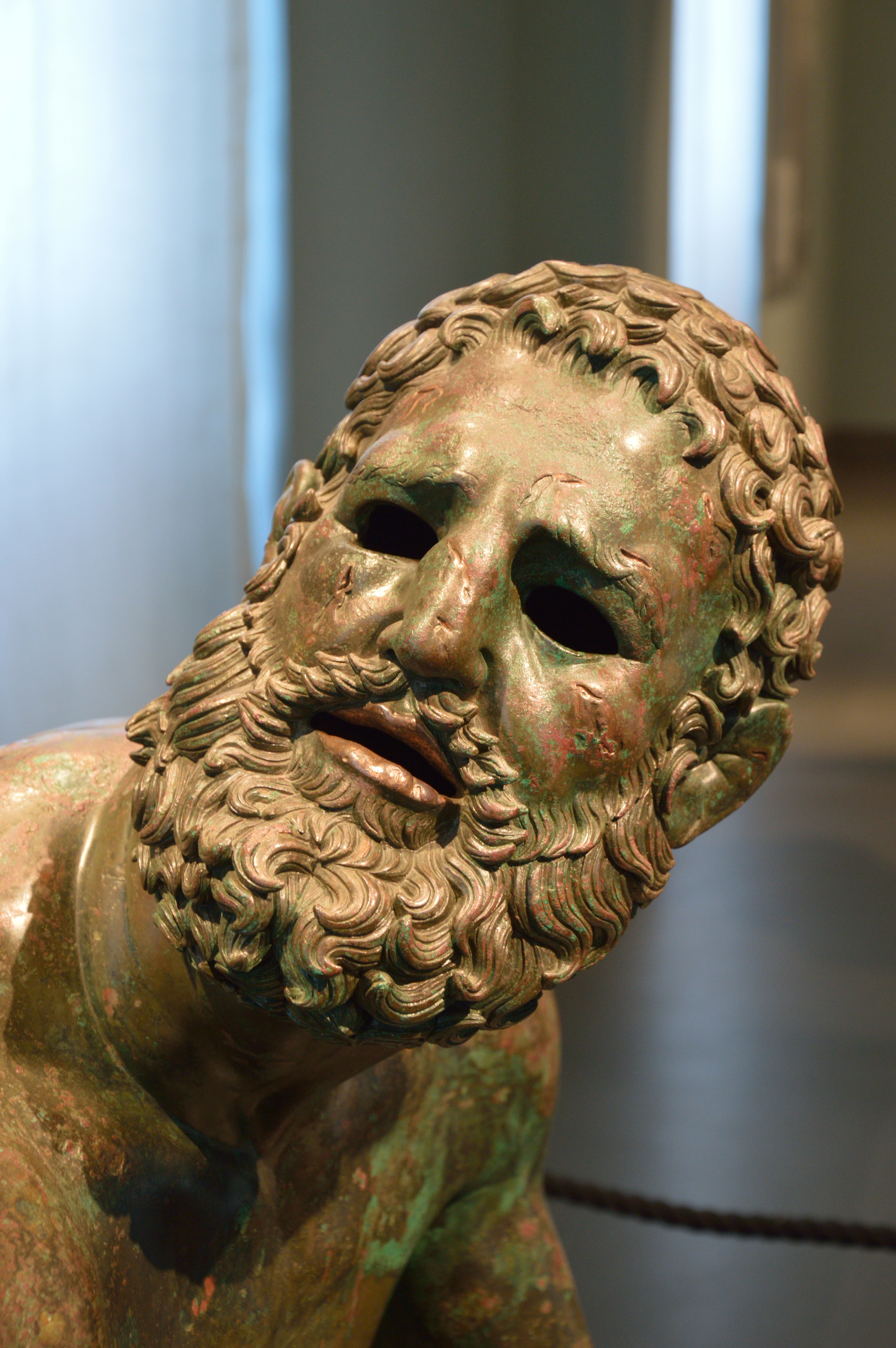

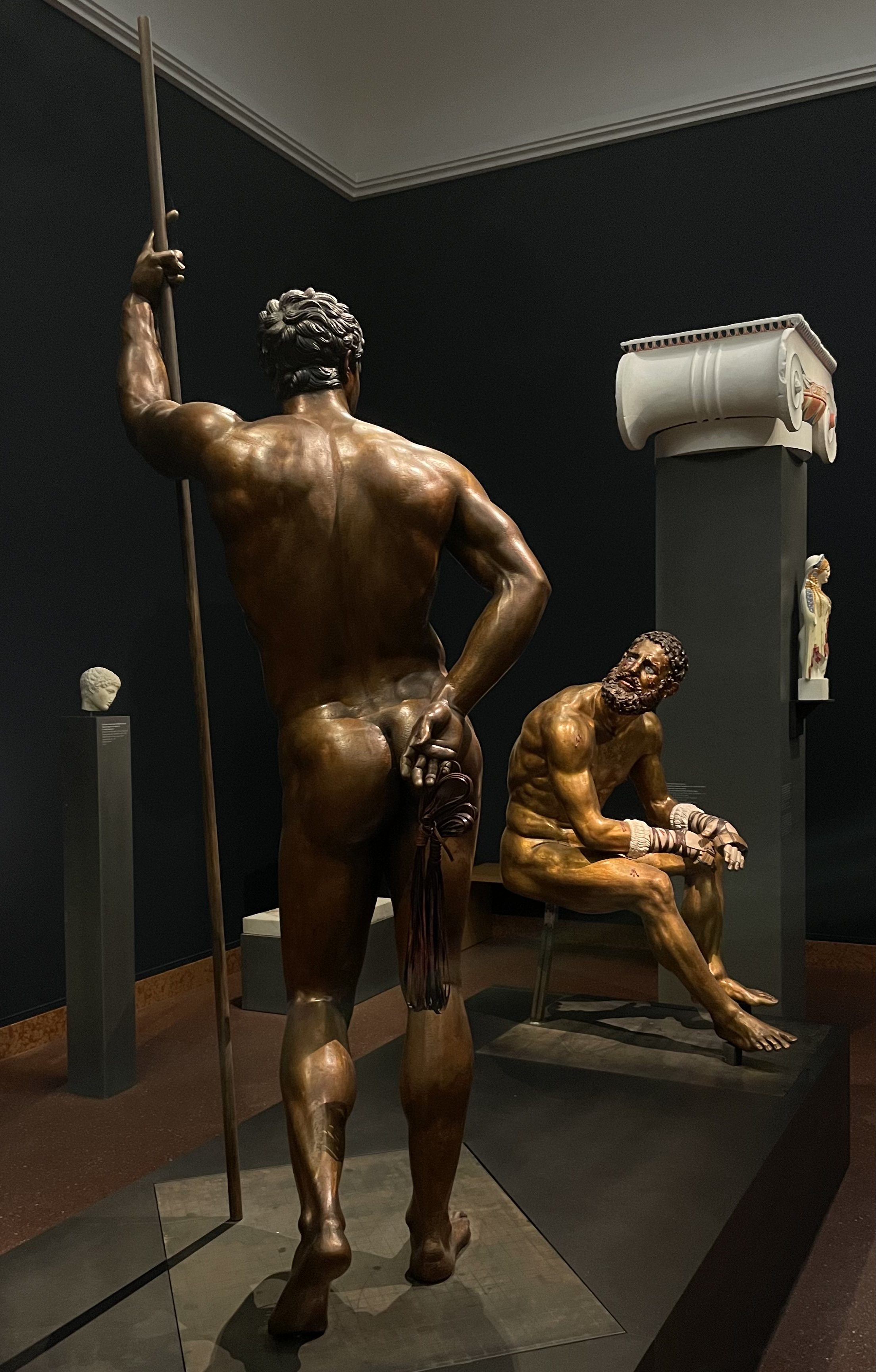
Ricostruzione sperimentale delle sculture in bronzo del Quirinale, Liebieghaus Polychromy Research Project, Liebieghaus 2021

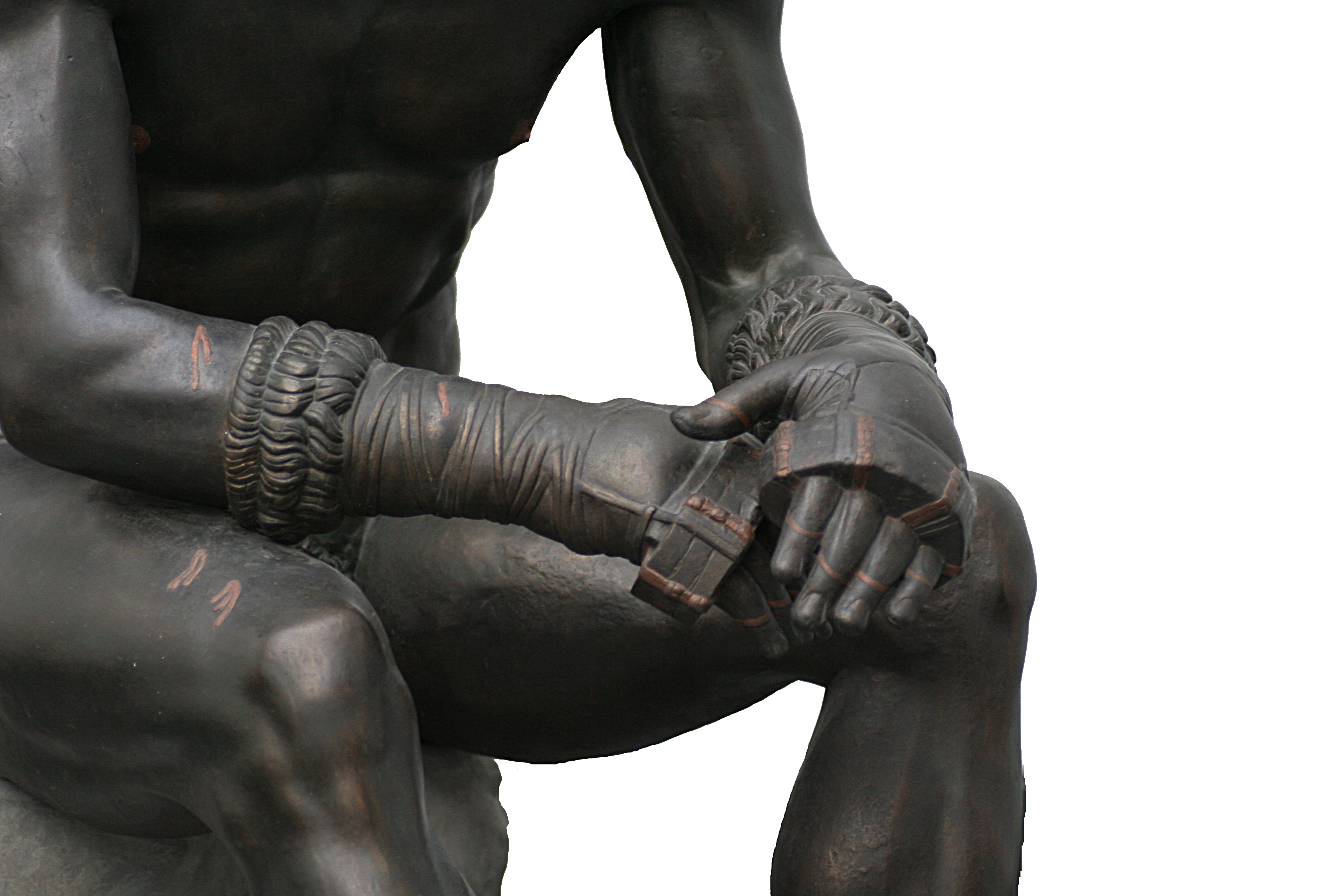

Il soggetto dell'opera è un pugile seduto, colto probabilmente in un momento di riposo dopo un incontro; le mani sono protette dalla tipologia di "guantoni" indicati come Himantes Oxeis, grossi e complessi guanti da combattimento introdotti nella pratica pugilistica dal IV secolo a.C.: le quattro dita sono infilate in un pesante anello costituito da tre fasce di cuoio tenute insieme da borchie metalliche.
La statua è basata sul contrasto fra la quiete e il contenimento geometrico espressi dalle braccia appoggiate sulle gambe, e l'improvviso scatto della testa che si volta verso destra aprendo all'estetica lisippea del kairos. Gli inserti in rame, sulla spalla destra, sull'avambraccio, sui guanti e sulla coscia, rappresentano gocce di sangue colate dalle ferite nell'atto del volgersi della testa.
Il corpo è muscoloso, reso con un trattamento non dissimile da quello riscontrabile nell'Eracle a riposo della versione Pitti-Farnese (v. Ercole Farnese); il viso, di cui si notano la cura della barba e della pettinatura, è di un uomo maturo e presenta i segni del tempo e dei numerosi incontri passati.
Le tumefazioni sulle orecchie (note anche come "orecchie a cavolfiore") dovute ai colpi con "guantoni" pesanti, oggi riscontrabili negli atleti dediti alle discipline lottatorie o alle arti marziali miste (le MMA), non necessariamente pregiudica le funzioni uditive, rimarcando le innumerevoli ore passate al combattimento e che sembrano indicare in una sordità traumatica la ragione di quel volgersi repentino e teso della testa, in contrasto con la spossatezza del corpo contribuendo all'impatto realistico dell'opera.
Alcune estremità della statua si presentano leggermente più lucide a causa dello sfregamento di antichi ammiratori, ciò dimostra quanto l'opera fosse tenuta in considerazione. Il minuzioso realismo dell'opera ha un palese intento di caratterizzazione tipologica, di raffigurare cioè una maschera di sofferenza.
L'estrema accuratezza dei dettagli corrisponde alle caratteristiche evidenziate da Plinio nell'arte del maestro di Sicione (Nat. hist., XXXIV, 65), allo stesso tempo l'accentuato verismo del volto sembra attagliarsi con più precisione a quanto l'autore riferisce di Lisistrato, fratello di Lisippo, (Nat. hist., XXXV, 153), così che l'opera appare come il lavoro di una scuola in cui ormai convivono differenti tendenze foriere di importanti sviluppi.
Dalla scoperta della figura, sono state sviluppate numerose interpretazioni della persona raffigurata, ma il personaggio rimane un mistero per la mancanza di prove fattuali.
Sulla base di nuove ricerche scientifiche e archeologiche, il Liebieghaus Polychromy Research Project ha creato una ricostruzione sperimentale che riproduce il cosiddetto “Principe ellenistico” e il cosiddetto “Pugile in riposo“ come elementi di un gruppo statuario. Questo gruppo mostra presumibilmente il Dioscuro Polluce e il re Amico, figlio di Poseidone, dopo il loro sanguinoso incontro di combattimento. Questa proposta di ricostruzione era già stata sviluppata nel 1945 da Phyllis Lehman Williams e Rhys Carpenter .

## Tecnica
Il restauro condotto tra il 1984 e il 1987 ha permesso di riconoscere nell'opera aspetti tecnici riconducibili ad ambito classico. L'opera fu realizzata con la tecnica della fusione a cera persa e con il metodo indiretto. La scultura è un insieme di otto segmenti. Le labbra, le ferite e le cicatrici del volto erano fuse separatamente in una lega più scura o in rame massiccio. Separatamente erano fuse anche le dita centrali dei piedi (un aspetto tecnico già riscontrato nei Bronzi di Riace) per permettere una più accurata modellazione degli spazi interdigitali. Lo stesso si dica per la calotta cranica che doveva permettere l'inserimento degli occhi policromi dall'interno.

## Letteratura
Lo scrittore americano Thom Jones ha pubblicato una serie di racconti intitolata Il pugile a riposo in omaggio alla celebre opera, tradotta in italiano da Minimum Fax.
Nel 2013 la scultura è stata esposta per la prima volta negli Stati Uniti d'America con una grande mostra al Metropolitan Museum di New York durante la quale è stata raccontata da Gay Talese oltre che dai maggiori quotidiani e studiosi d'oltreoceano.
Due anni dopo, nel 2015, l'opera viene esposta al Getty Museum di Los Angeles. Durante la mostra l'attore Robert Davi ha letto una serie di poesie dello scrittore e poeta Gabriele Tinti ispirate al capolavoro del Museo Nazionale Romano.
Nel 2019 il due volte premio Oscar Kevin Spacey legge le poesie di Gabriele Tinti al Museo Nazionale Romano. L'evento ha segnato il ritorno alle scene dell'attore ed è stato riportato dalla stampa di tutto il mondo.